# Küçük Mustafa
Küçük Mustafá (1408 ou 1409? — 1422 ou 20 de fevereiro de 1423) foi um príncipe (em turco: şehzade) otomano que lutou pelo trono em 1422 contra o seu irmão Murade II. O epíteto "Küçük" significa "pequeno" (jovem) e foi usado nas crónicas otomanas para o distinguir do seu tio Mustafá, o Cavalheiro, que também lutou pelo trono.

## Biografia
Mustafá nasceu em 1408 ou 1409. Era o segundo dos cinco filhos de Maomé I, o Cavalheiro. Aparentemente, o testamento de Maomé determinava que o império devia ser repartido entre Mustafá e o seu irmão mais velho Murade, ficando este com a Rumélia (parte europeia, a ocidente) e o primeiro com a Anatólia, a oriente. Os irmão mais novos Iúçufe e Mamude (o outro irmão, Ahmed, morreu antes do pai) ficariam sob a custódia e proteção do imperador bizantino para evitar um possível conflito pela sucessão.
Nos primeiros anos do Império Otomano, todos os príncipes eram obrigados a trabalhar como governadores provinciais como parte da sua formação. Os jovens príncipes eram acompanhados por homens de estado experientes. A província (sanjaco) de Mustafá era Hamid (correspondente aproximadamente à moderna província turca de Isparta).
Após a morte de Maomé em 26 de maio ou 25 de junho de 1421 (a data é incerta), Murade foi proclamado herdeiro legítimo com o apoio do principal conselheiro da corte. Iúçufe e Mamude foram mortos, mas Mustafá, então com 12 anos, encontrava-se em Hamid e foi protegido por Iacube Begue II, bei de Germiam, que se recusou a reconhecer Murade e a entregar-lhe Mustafá. O beilhique de Hamid foi ocupado pelos caramânidas, rivais dos Otomanos no sudeste da Anatólia, o que dificultava ainda mais a perseguição de Murade ao seu irmão. Segundo outras fontes, após a morte do pai, Mustafá, sentindo-se inseguro, fugiu à Caramânia, onde foi encorajado por um paxá otomano de nome Şaraptar İlyas a rebelar-se contra o seu irmão.
Entretanto, Murade estava ocupado com a rebelião do seu tio Mustafá, o Cavalheiro, que contava com o apoio dos Bizantinos. A rebelião de Mustafá começou no verão de 1421 e só foi esmagada na primavera de 1422. Não se sabe ao certo onde estaria Mustafá durante esse período, mas é provável que tivesse tido algum papel na revolta do tio. Segundo o historiador bizantino Calconides, estaria na Caramânia, segundo Ducas em Castamonu, no norte da Anatólia, sob a proteção de Şaraptar İlyas e para onde teria sido levado por um tal de Kara Tajaldim Oglu.
Depois de derrotar Mustafá, no verão de 1422 Murade atacou Salonica e cercou Constantinopla, a capital do Império Bizantino, em retaliação pelo apoio bizantino à revolta de Mustafá. É então que ocorre a rebelião de Küçük Mustafá. Segundo algumas fontes, essa rebelião contou com o apoio dos caramânidas e do imperador bizantino Manuel II Paleólogo, que procurou usar a revolta como forma de aliviar a pressão de Murade sobre Bizâncio. Segundo outra versão, Manuel II teria reconhecido as pretensões ao trono otomano de Küçük Mustafá, que além do apoio dos Bizantinos, centrou também com o apoio de Germiyan. Os rebeldes reuniram um exército que logrou conquistar İznik (a antiga Niceia), uma cidade otomana importante na Anatólia, embora tenham fracassado no cerco que montaram a Bursa, a segunda capital otomana, em agosto de 1422. Segundo outras fontes, İznik entregou-se pacificamente e não é claro se Bursa teria chegado a ser cercada.
Quando soube da rebelião, Murade levantou o cerco a Constantinopla a 6 de setembro após o assalto final de 24 de agosto ter fracassado, tendo-se dirigido para Edirne, ou para a Anatólia, segundo outra versão. Murade enviou então um exército comandado por Miguel Begue Mihaloğlu contra Küçük Mustafá. Este retirou então em direção a Constantinopla a 30 de setembro de 1422 e estabeleceu uma base em Selímbria, na costa noroeste do mar de Mármara, mas ao ser atacado por tropas da Rumélia fiéis ao irmão retirou para Cocaeli, na costa asiática do Bósforo, onde as tropas e a população o reconheciam como sultão. Tomou também o controlo de İznik, que lhe abriu as portas, e da região de Bursa. Aparentemente, grande parte da Anatólia reconheceu Mustafá como sultão. Mas a cidade de Bursa permaneceu leal a Murade.
Seguindo o conselho do seu tutor (lala) Iorguce Paxá, Murade enviou Miguel Begue à sua frente para a Anatólia a 24 de janeiro de 1423, onde contactou İlyas, convencendo-o a mudar para o seu lado. İznik foi reconquistada sem dificuldade por Murade após uma batalha travada nas proximidades onde morreram os comandantes de Murade e Mustafá, respetivamente Miguel Begue e Taje Caraldim Begue Oglu morreram numa batalha perto daquela cidade. Mustafá tentou escapar, mas foi rapidamente capturado (ou entregue por İlyas, segundo algumas versões) e foi imediatamente executado por estrangulamento. Não há certeza quando ocorreu a execução — pode ter sido em 1422 ou 1423; segundo algumas fontes teria ocorrido a 20 de fevereiro de 1423.
A derrota da revolta teve como consequência a anexação do beilhique de Germiyan, apoiante de Mustafá, no Império Otomano.